# Dieter Rams
Dieter Rams (20 de mayo de 1932, Wiesbaden Alemania - ) es un diseñador industrial alemán, cercanamente asociado a la compañía de productos de consumo Braun.
Rams fue una figura clave en el renacimiento del diseño Funcionalista alemán (la Gute Form) de finales de la década de 1950s y 1960s. Cuando se convierte finalmente en el jefe del equipo de diseño de Braun, Rams influyó enormemente en la dirección estilística de la marca, llevándola a un Racionalismo que pronto caracterizaría los productos y la identidad de la compañía.

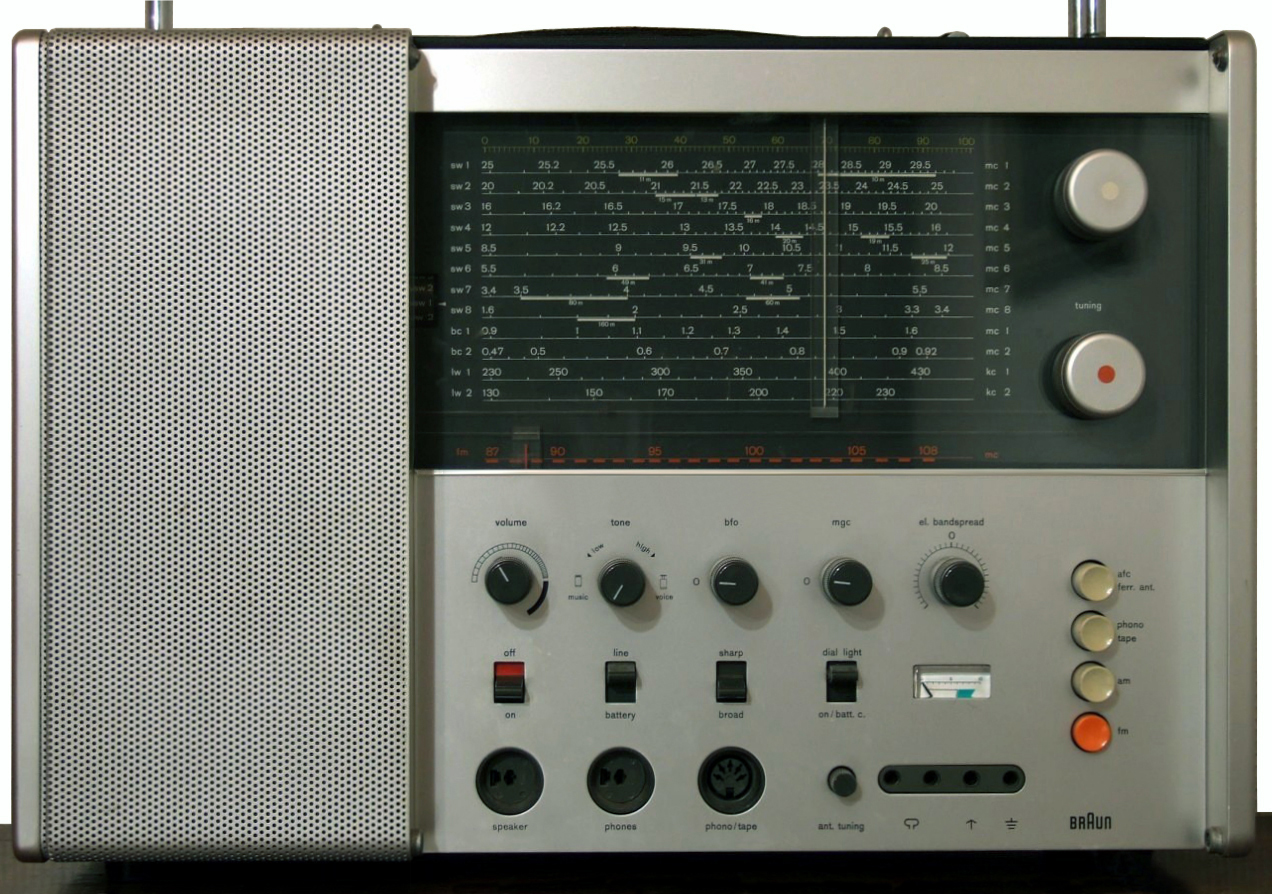
Braun T 1000.

Rams explica su visión y aproximación al diseño mediante su famoso paradigma expresado por la frase en alemán: "Weniger, aber besser" que interpretada al español equivaldría a la frase "Menos, pero con mejor ejecución". Rams y su equipo diseñaron muchos productos memorables de Braun, incluyendo el famoso grabador-reproductor SK-4 y el proyector de diapositivas 35mm de alta calidad D45, D46. Rams también es célebre por el diseño del Sistema de Estanterías Universal 606, para Vitsœ en 1960.
Muchos de sus diseños (Elegantes cafeteras, calculadoras, radios, equipamiento audiovisual, electrodomésticos de consumo, y productos de oficina) han encontrado un sitio permanente en varios museos del mundo, incluyendo el MoMA de Nueva York. Dieter Rams prestó servicios para Braun A.G. entre los años 1955 y 1998.
Los principios establecidos por Dieter Rams han tenido una gran influencia sobre numerosos diseñadores, pero muy pocos respetan todos y cada uno de sus diez principios fundamentales del diseño citados a continuación.

## Los diez principios del buen diseño, según Dieter Rams
Todo buen diseño:
- Es innovador - Rams establece claramente que es improbable agotar las posibilidades de innovación en el diseño debido a que el desarrollo tecnológico continuamente ofrece nuevas oportunidades para innovar cada diseño. Otra característica del diseño innovador es que continuamente se desarrolla a la par con nuevas tecnologías por lo tanto carece de limitaciones inherentes.

- Provee de utilidad a cada producto - El objetivo primordial de un producto es su utilidad. Su diseño es primordialmente práctico y de manera secundaria tiene que satisfacer ciertos criterios de carácter psicológico y estético. Un buen diseño le da prioridad a la utilidad de un producto tomando en cuenta de manera estrictamente secundaria sus aspectos psicológicos y estéticos pero evita todas aquellas características que podrían disminuir la utilidad del producto.

- Es estético - El diseño bien ejecutado no carece de belleza. La calidad estética de un producto forma parte integral de su utilidad ya que los productos utilizados cotidianamente tienden a tener un efecto indirecto en las personas y su bienestar.

- Hace un producto comprensible - Un buen diseño simplifica la estructura del producto y lo predispone a expresar claramente su función mediante la intuición del usuario. Idealmente su propósito será intuitivo para todo usuario.

- Es discreto -Todo producto y su diseño debe de ser simultáneamente neutro y sobrio. Su sobriedad y neutralidad tienen como objetivo el proveer un espacio de expresión para el usuario. Todo producto bien diseñado cumple un propósito semejante a aquel de toda herramienta y por lo tanto un buen diseño no confunde la identidad de sus productos con objetos de decoración ni con obras de arte. Un producto correctamente ejecutado es una herramienta estéticamente atractiva que carece de una identidad ilógicamente indefinida.

- Es honesto - Un diseño honesto nunca intenta falsificar el auténtico valor e innovación del producto dado. Asimismo, un diseño verdaderamente honesto nunca trata de manipular al consumidor mediante promesas de una utilidad apócrifa, inexistente o más allá de la realidad física del producto.

- Tiene un valor anacrónicamente duradero - Toda moda es inherentemente pasajera y subjetiva. La correcta ejecución del buen diseño da como resultado productos inherentemente objetivos y anacrónicamente útiles. Estas cualidades se ven reflejadas cuando los usuarios tienen la tendencia de atesorar y favorecer aquellos productos bien diseñados incluso en aquellas sociedades cuyas tendencias de consumo claramente favorecen productos desechables.

- Concibe exhaustivamente hasta el último detalle - Dieter Rams establece esta regla de manera absoluta: Un buen diseño nunca deja nada al azar dado que el cuidado y la exhaustiva precisión de cada detalle expresa el respeto de los diseñadores para con sus consumidores. Cada error es una falta de respeto.

- Respeta el medio ambiente - Un buen diseño debe de contribuir significativamente a la preservación del medio ambiente mediante la conservación de los recursos y la minimización de la contaminación física y visual durante el ciclo de vida del producto.

- Es diseño en su absoluta mínima expresión - Dieter Rams subraya la distinción entre el coloquialmente regurgitado paradigma en diseño:"Menos es más" y en su lugar recomienda su propio paradigma: "Menos, pero con mejor ejecución", destacando el hecho de que este enfoque fomenta los aspectos fundamentales de cada producto y por lo tanto evita lastrarlos torpemente con todo aquello que no es esencial. El resultado ideal es productos de mayor pureza y simplicidad.

## La influencia de sus trabajos en Apple

### Hardware
Los principios de Rams y la influencia de su obra en el trabajo de otros han sido claramente destacados en el contexto del documental "Objectified" dirigido por Gary Hustwit en el año 2009, en el cual durante una entrevista, Dieter Rams en persona menciona que la única compañía que sigue sus diez principios de manera rigurosa y exitosa es Apple Inc. cuya división de diseño está liderada por Jonathan Ive. Asimismo, Jonathan Ive es entrevistado inmediatamente después del segmento de Rams. En dicha entrevista, Ive acepta la clara e innegable influencia de Rams en su trabajo.
La influencia de los diseños Rams del siglo pasado sobre los mucho más recientes productos de Apple puede verse reflejada de manera mucho más clara en los productos listados a continuación.

Diseño Rams vs Diseño Apple:
- Radio T3 (1958) con el iPod
- Altavoz LE1 (1959) con el iMac
- Radio T1000 (1965) con el PowerMac G5
- Televisor (post 1967) con el iMac

### Software
En 2012 Apple diseñó la App Podcast para iOS inspirándose en cuanto a nivel de diseño de interfaz sobre el producto sacado en la década de los 60 por Dieter Rams llamado Braun TG 60, un magnetófono de carretes.

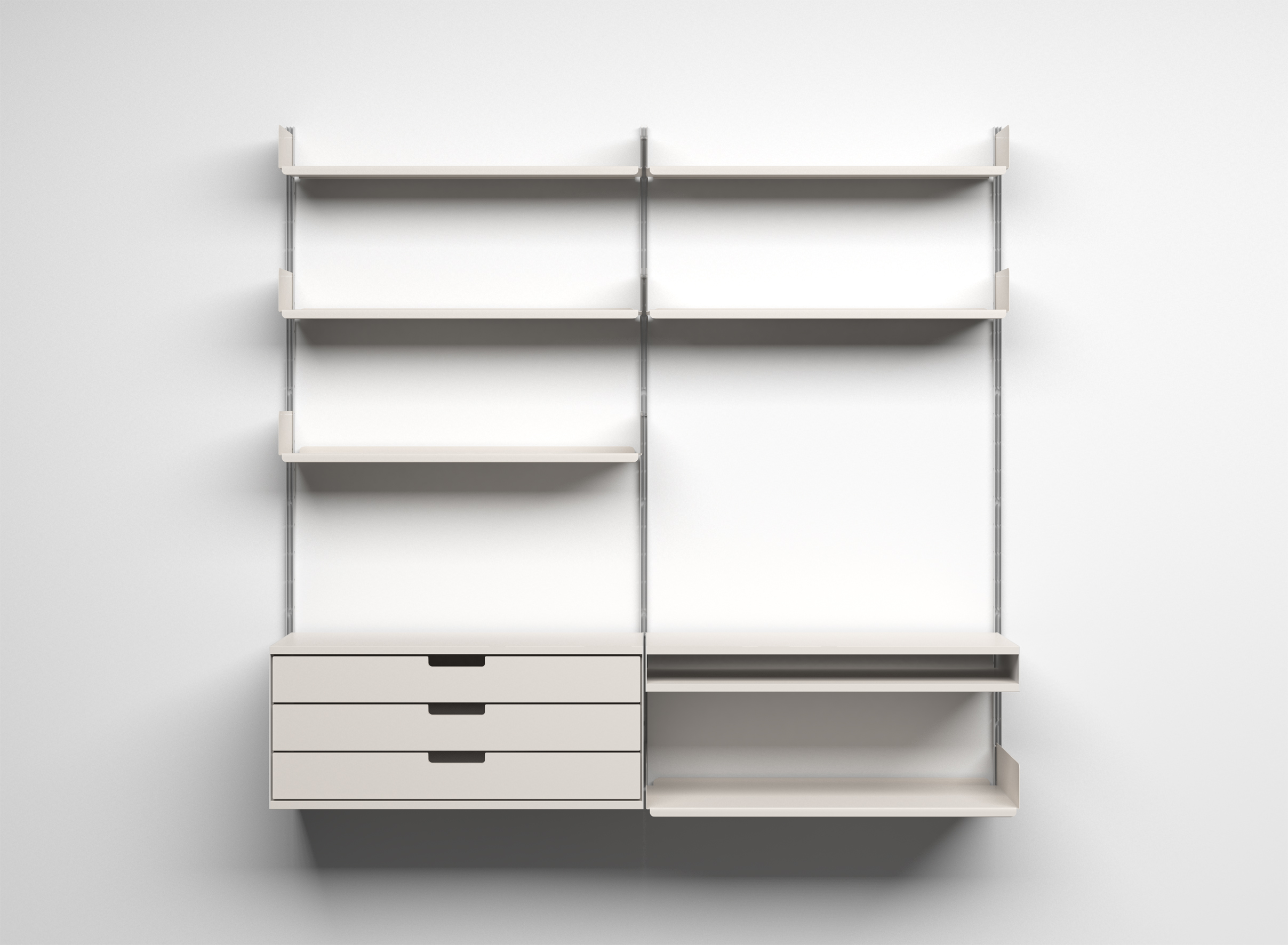
606 Universal Shelving System, 1960
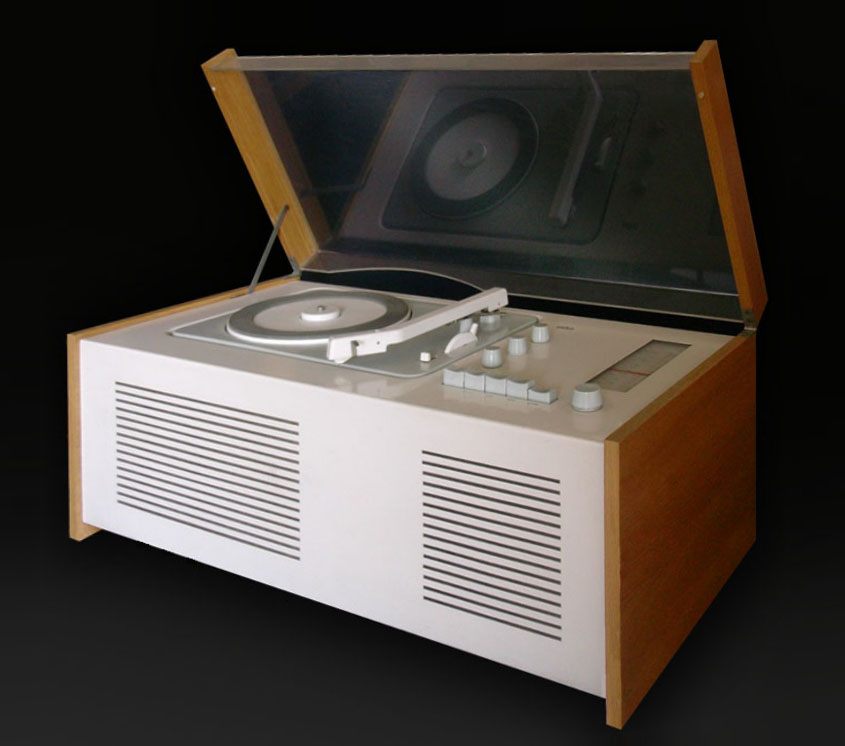
SK 61
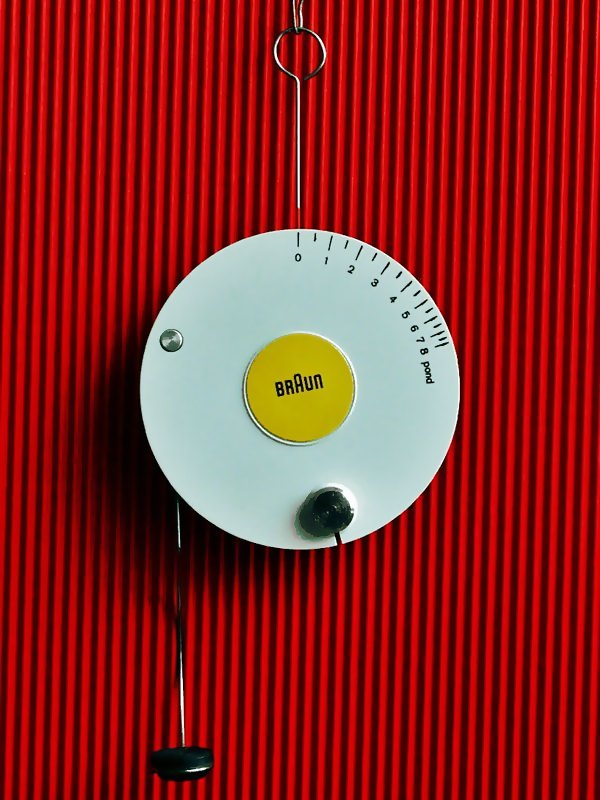
Tonarmwaage, 1962
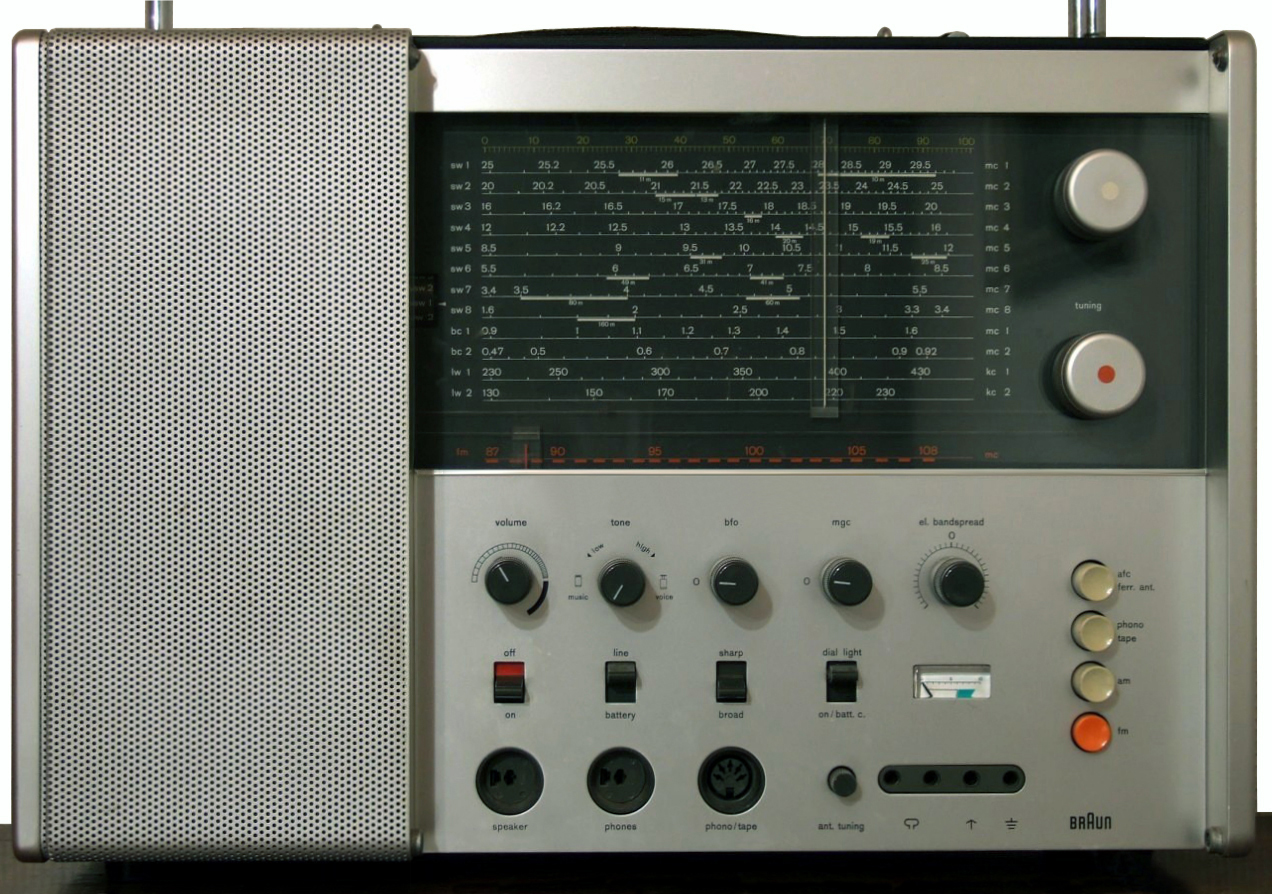
T 1000, 1963 T 1000 CD, 1968
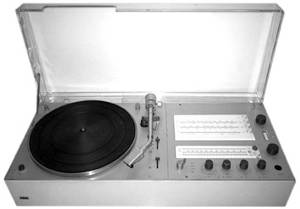
audio 310, 1971